# Kóryos
Le kóryos (proto-indo-européen : « armée, peuple sous les armes » ou « détachement, groupe de guerre ») fait référence à l'hypothétique confrérie proto-indo-européenne de guerriers dans laquelle, dans le cadre de rite de passage à l'âge adulte, des jeunes hommes célibataires servent durant quelques années avant leur intégration complète dans la société d'accueil.
Les traditions et les mythes indo-européens ultérieurs présentent des liens similaires entre les adolescents masculins sans patrimoine, d’une classe d'âge qui n'est pas encore celle de la communauté des hommes mariés, et leur service dans une « armée de police » durant une partie de l'année dans la nature (où ils chassent les animaux et attaquent les communautés étrangères), puis défendent la société hôte pendant le reste de l'année. Ils symbolisent une auto-identification mystique avec les loups et les chiens comme métaphores de la mort, de l'anarchie et de la fureur guerrière. Ils révèlent aussi l'idée d'une liminalité entre l'invulnérabilité et la mort d'un côté, et la jeunesse et l'âge adulte de l'autre.

## Étymologie et nom
Le nom proto-indo-européen kóryos désigne un « peuple sous les armes » et a été traduit par « armée, bande de guerre, unité de guerriers » ou par « détachement, groupe de guerre ». Il provient du nom kóro « couper, section, division », attesté en vieux persan comme kāra « peuple, armée » et en lituanien comme kãras « guerre, armée,, ».
Le terme kóryos a dérivé avec des mots apparentés dans les langues baltes en kāryas « armée», dans la langue celtique en koryos « troupe, tribut», et en proto-germanique en harjaz « hôte, troupe, armée, groupe de raids,, ». Dans les dialectes indo-européens du centre-ouest, la désignation koryonos, signifiant « chef des kóryos » (ici attaché au suffixe -nos « maître de »), est avérée, tout comme koíranos (« chef d'armée ») en grec ancien, herjan (harjanaz, « chef d'armée ») en vieux norrois et coriono-totae (« peuple du chef d'armée ») dans les langues brittoniques,,,.
Les tribus gauloises Uo-corri « deux armées », Tri-corii « trois armées » et Petru-corii « quatre armées » ont probablement été formées à partir d'alliances de bandes de guerre itinérantes,. Le substantif harja fait également partie des noms composés dans les langues germaniques, tout comme Herigast (Heregast) peut-être attesté comme Harikast sur le casque Negau. Certains toponymes d'Europe occidentale, comme Cherbourg en France ou Heerlen aux Pays-Bas, peuvent provenir de groupes ethniques historiques dont le nom contient la dénomination celtique koryo « armée, troupe », comme l'a proposé Pierre-Yves Lambert.
De plus, le patronyme asturien Vacoria (semblable au gaulois Vocoius) est interprété comme provenant du nom ethnique celtique *(d)uo-korio  « possédant deux armées ». De même que le nom tribal gaulois Coriosolites signifiant « ceux qui veillent sur la troupe », ou « ceux qui achètent des soldats ou des mercenaires ». L'onomastique ibérique ancienne atteste également le substantif, mais sous la forme koro, avec le même sens,,,.
Dans les études indo-européennes, le terme allemand moderne « alliance des hommes », Männerbund, est souvent utilisé pour désigner les kóryos. Cependant, ce terme peut être trompeur car les bandes de guerre étaient composées d'adolescents et non d'hommes adultes. Certains chercheurs ont proposé les termes Bruderschaft « fraternité » ou Jungmannschaft « jeunes [groupe d'] hommes » comme alternatives préférables,.

## Description

### Rite de passage
Les kóryos sont composés d'adolescents de sexe masculin (sans doute âgés de 12 à 13 ans jusqu'à 18 ou 19 ans), généralement issus de familles importantes et initiés ensemble à la virilité en tant que groupe de classe d'âge. Après avoir subi de pénibles épreuves pour entrer dans la communauté, ils sont envoyés vivre comme des guerriers sans terre dans la nature durant un certain nombre d'années au sein d'un groupe comprenant de deux à douze membres. Les jeunes hommes partent sans autre possession que leurs armes, et vivent en marge de leur société d'accueil. Les comportements sociaux normalement interdits, tels que voler, piller ou agresser sexuellement les femmes, sont donc tolérés parmi les membres des kóryos, tant que les actes malveillants ne sont pas dirigés contre leur société d'accueil. Leurs activités sont saisonnières, et ils vivent avec leur communauté d'origine pendant une partie de l'année.

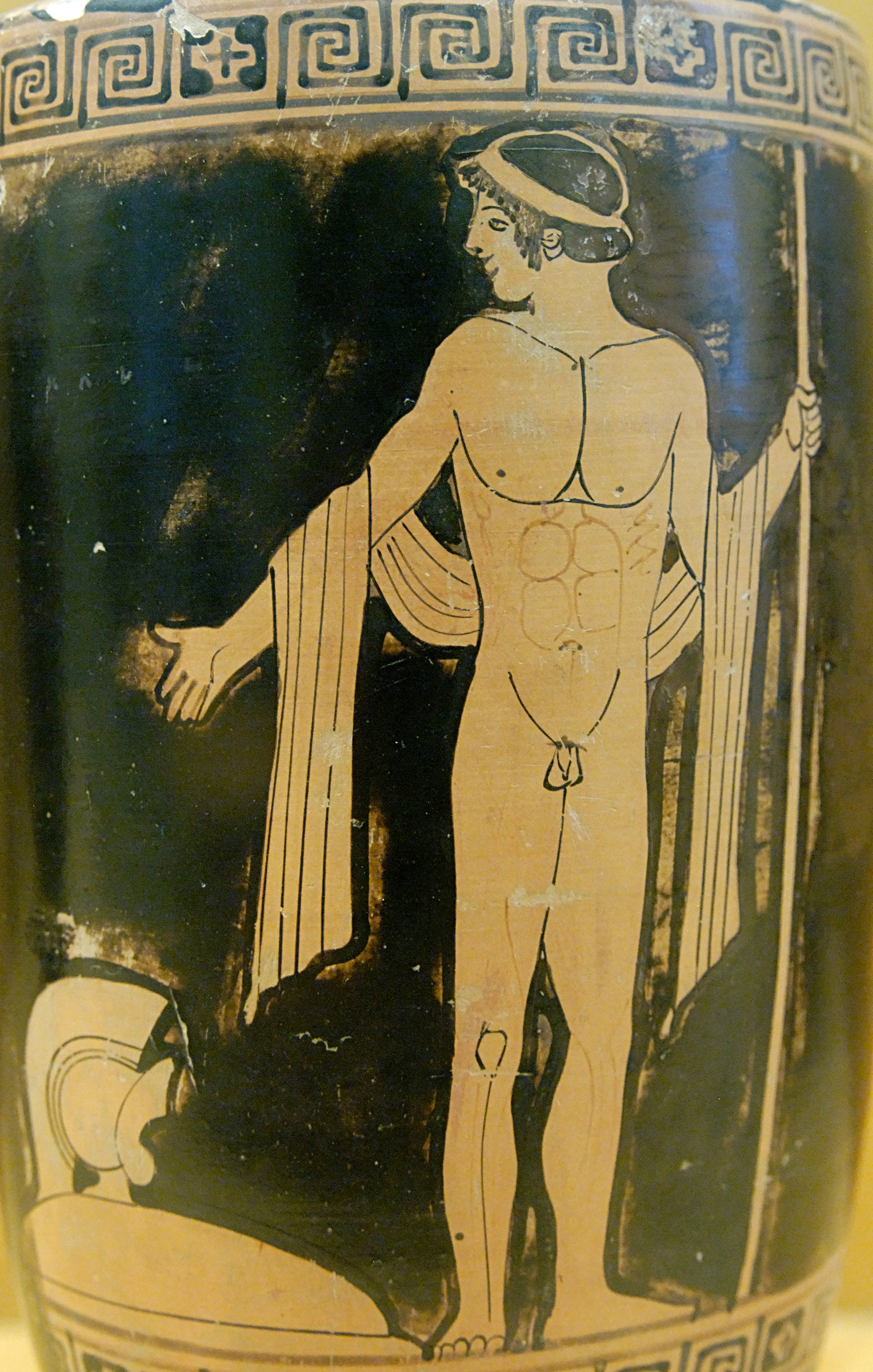
Un éphèbe athénien.

Leur vie est centrée, d'une part, sur les devoirs militaires, la chasse aux animaux sauvages et le pillage des colonies et, d'autre part, sur la récitation de poésies héroïques racontant les exploits des héros passés et les légendes du vol de bétail,. Le butin et les territoires conquis sont décrits comme des acquisitions voulues par les dieux. Il s'ensuit une tradition de poésies épiques célébrant des guerriers héroïques et batailleurs, ce qui a probablement participé à la validation de la violence parmi les kóryos. Le chef de la bande, le koryonos, est désigné au jeu de dés, et le résultat est accepté comme le choix des dieux. Les autres membres promettent de tuer et de mourir pour lui. Il est considéré comme leur maître dans le rite de passage, mais aussi comme leur « employeur » puisque les jeunes guerriers lui servent de gardes du corps et de protecteurs.
La période d'initiation au sein des kóryos est perçue comme une étape transitoire précédant le statut de guerrier adulte et est généralement couronnée par le mariage. Les kóryos sont symboliquement associés à la mort et à la liminalité, mais aussi à la fécondité et à la licence sexuelle. Kim McCone soutient que les membres des kóryos sont initialement de jeunes hommes célibataires sans possessions avant leur incorporation ultérieure dans le teutéh (« la tribu, les gens sous les armes »), composé des propriétaires et des hommes mariés adultes.
Selon David W. Anthony et Dorcas R. Brown, les kóryos ont peut-être servi « d'organisation favorisant la cohésion de groupe et l'efficacité au combat, d'instrument d'expansion territoriale et de dispositif de régulation dans des économies principalement axées sur la fête ».
En Europe, ces bandes guerrières initiatiques liées par un serment sont finalement absorbées par des seigneurs et des rois de plus en plus puissants au cours de l'âge du fer, alors qu'elles sont déclassées dans l'Inde ancienne avec l'ascension de la caste des brahmanes, entraînant leur disparition progressive.

### Rôle dans les migrations indo-européennes
Les chercheurs ont soutenu que l'institution des kóryos a joué un rôle clé lors des migrations indo-européennes et de la diffusion des langues indo-européennes à travers l'Eurasie. Les raids dirigés par ces jeunes guerriers ont pu conduire à l'établissement de nouvelles colonies sur des terres étrangères, préparant ainsi le terrain pour une migration de tribus entières plus importantes comprenant des vieillards, des femmes et des enfants. Ce scénario est corroboré par les données archéologiques du début de la culture de la céramique cordée dans le Jutland, où 90 % des sépultures appartiennent à des hommes dans ce qui semble être une expansion « coloniale » sur le territoire de la culture des vases à entonnoir.
Les kóryos ont probablement poussé les individus non protégés par le parapluie social indo-européen à se mettre sous celui-ci afin d'obtenir la sécurité ou la réparation des vols et des raids. Ils ont donc pu servir d'incitation au recrutement d'étrangers dans des positions sociales offrant la possibilité d'ascension verticale, une réciprocité horizontale et même la possibilité d'immortalité grâce aux poésies de louanges, incitation rendue plus attrayante par la générosité des mécènes parrainant les fêtes publiques.

## Caractéristiques

### Comportement de loup
Les bandes de guerre sont composées de guerriers métamorphes portant des peaux d'animaux pour endosser la nature de loups ou de chiens,,. Les membres des kóryos adoptent des comportements de loup et portent des noms contenant le mot « loup » ou « chien » comme symbole de la mort et de l'Autre Monde dans la croyance indo-européenne. Les attributs idéalisés des kóryos ont en effet été empruntés à l'imagerie symbolisant le loup : violence, ruse, rapidité, grande force et fureur guerrière. En s'identifiant aux animaux sauvages, les membres des kóryos se perçoivent comme physiquement et légalement transplantés hors du monde des hommes, et ne sont donc non plus limités par les tabous humains. En revenant à leur vie normale, ils n'éprouvent aucun remords pour avoir enfreint les règles de leur société d'origine parce qu'ils n'avaient pas été des humains ou du moins ne vivaient pas dans l'espace culturel de la société d'accueil lorsque ces règles ont été enfreintes.
Dans la Grèce antique, les manières de combattre des loups sont réservées aux groupes d'adolescents passant l'initiation guerrière. Les jeunes membres, des éphèbes athéniens et des cryptes spartiates emploient des techniques de guerre habituellement interdites au guerrier adulte : ils dissimulent leurs actions et rôdent la nuit, usant de ruses et d'embuscades. Les éphèbes en particulier sont sous le patronage du dieu Apollon, associé dans de nombreux mythes aux loups et portant l'épithète « Lykeios ». Une représentation typique du membre kóryos est le héros mythique irlandais Cúchulainn qui au cours de son initiation change son nom de jeunesse de « Setantae » en « chien de Culainn ». Les jeunes membres du « balc ossète étaient fortement associés au loup et décrits comme un k'war (« troupeau »). La littérature avestique mentionne également le mairyō (« loup, chien ») comme le jeune homme servant dans les bandes de guerriers.
Dans la tradition nordique, les berserks étaient parfois appelés úlfheðnar (« à la peau de loup »), et les guerriers frénétiques portant des peaux de loups étaient désignés comme úlfheðinn « manteau de loup, ». La légende populaire du loup-garou (« homme-loup »), présente dans de nombreuses traditions européennes, rappelle probablement le comportement de loup des bandes de guerriers. Des formations de mots similaires peuvent être trouvées dans les langues indo-européennes occidentales, comme le grec ancien luk-ánthrōpos « homme-loup », le proto-germanique wira-wulfaz « homme-loup », le proto-celtique wiro- kū « homme-chien », ou le proto-slave vьlko-dlakь « celui qui a un pelage de loup, ».

### Furie guerrière

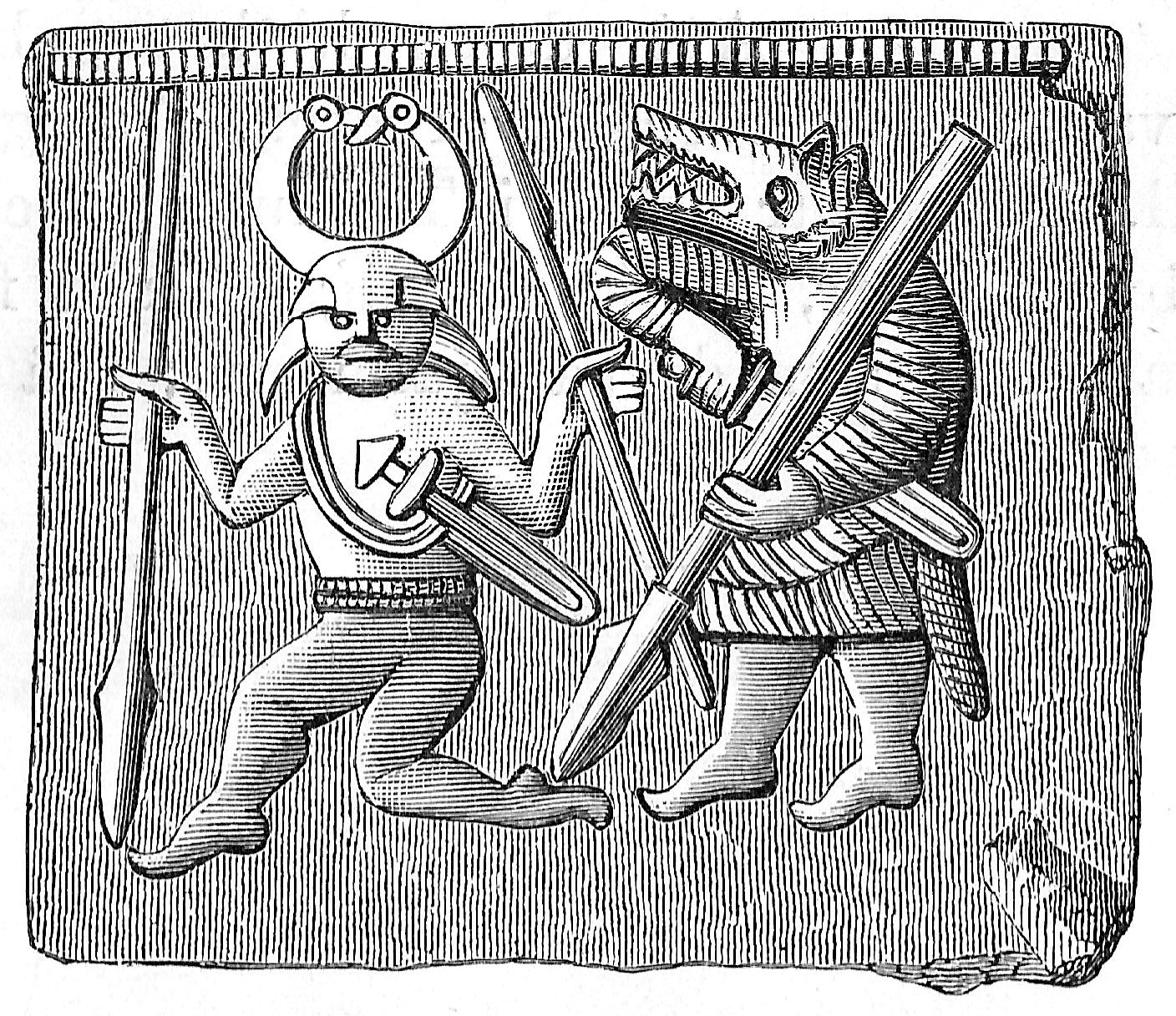
Image de gravure sur bois de l'une des plaques de Torslunda de l'âge de Vendel trouvées à Öland, en Suède. Il représente probablement le dieu de la frénésie Óðinn suivi d'un Berserkr.

L'opposition conflictuelle entre la mort et l'invulnérabilité est suggérée par les attributs généralement associés aux kóryos : grande force, résistance à la douleur et absence de peur. L'état typique de fureur ou de frénésie guerrière est censé augmenter sa force au-dessus des attentes naturelles, avec des performances extatiques accentuées par des danses et peut-être par l'utilisation de drogues,. Le terme indo-européen pour une « attaque folle » (eis) est commun aux traditions védique, germanique et iranienne. Les berserks germaniques sont dépeints comme des pratiquants de la fureur de combat (« devenir fou furieux », berserksgangr), tandis que la fureur martiale du guerrier grec antique est appelée lyssa, une dérivation de lykos (loup), comme si les combattants devenaient temporairement des loups dans leur folie furieuse,,.
Ainsi, les jeunes hommes sont perçus comme des dangers, même pour leur société d'accueil. Les Maruts, un groupe de divinités de l'orage de la tradition védique, sont décrits comme des entités à la fois bénéfiques et dangereuses. Le héros irlandais Cúchulainn, après avoir décapité trois rivaux de son propre peuple (les Ulaid), devient une figure terrorisante parmi les habitants de la capitale, Eamhain Mhacha. Pour apaiser sa fureur, ils décident de le capturer et de plonger son corps dans des bassins d'eau afin de le « rafraîchir ». Des sources irlandaises décrivent également certaines de ces bandes de guerriers comme des sauvages (díberg), vivant comme des loups en pillant et en massacrant. De même, certaines troupes de guerriers grecs étaient appelées hybris (ὑβριστή) et dépeintes comme des groupes violents et insolents de rançonneurs et de pillards,.

### Nudité
De nombreuses stèles kourganes trouvées dans la steppe pontique-caspienne, qui sont associées à la culture proto-indo-européenne, représentent un guerrier masculin nu gravé sur la pierre avec à peine plus qu'une ceinture et ses armes. Dans les traditions indo-européennes ultérieures, les agresseurs kóryos portent également une ceinture qui les lie à leur chef et aux dieux, et guère plus.
Dans les sources littéraires grecques et romaines antiques, les Germains et les Celtes sont souvent décrits comme combattant nus ou à moitié nus, armés uniquement d'armes légères,. Lors de la bataille de Télamon (225 av. J.-C.), les guerriers gaulois ne portent que des pantalons et des capes. Dans la tradition nordique, les Berserks dédaignent généralement l'utilisation d'armures pour favoriser les peaux d'animaux, et on dit parfois qu'ils se battent nus. Les anciennes tribus italiques ont aussi dans leurs rangs des guerriers aux allures de berserks qui combattent nus, pieds nus, aux cheveux flottants, et souvent en combat singulier. De même, les jeunes garçons védiques ne portent qu'une ceinture et une peau de bête lors de leur initiation au sein des kóryos.
Les statuettes celtibères des Ve et IIIe siècles av. J.-C.représentent des guerriers nus avec une épée, un petit bouclier rond (caetra), une « ceinture de force », et parfois un casque. La tradition des stèles kourganes mettant en scène des guerriers avec une ceinture est également courante dans les cultures scythes. Selon l'historien militaire Michael P. Speidel, la scène 36 de la colonne Trajane, qui montre des jeunes hommes le torse et les pieds nus ne portant qu'un bouclier, pourrait être une représentation de berserks germaniques.

### Obscurité
Le kóryos est généralement associé à la couleur noire, ou du moins sombre, et à la mobilisation des forces chthoniennes. Des références fréquentes sont faites à la « terre noire » ou à la « nuit noire » dans la littérature indo-européenne, et la chasse et les combats nocturnes semblent avoir été l'une des caractéristiques distinctives des kóryos,.
Dans la tradition védique, les adeptes d'Indra et de Rudra portent des vêtements noirs, et les jeunes héros de l'Arménie médiévale sont appelés « jeunes noirs » (t'ux manuks). L'Aram « noir » est la figure idéalisée du chef kóryos dans la mythologie arménienne, ses armées attaquant soudainement des adversaires « avant l'aube » dans les régions frontalières de l'Arménie.
Les éphèbes athéniens portent traditionnellement une chlamyde noire et la tradition grecque antique comporte un rituel d'initiation imposé aux jeunes hommes dans lequel des « chasseurs noirs » sont envoyés à la frontière pour accomplir des exploits militaires. En effet, le modèle grec du chasseur noir, Méléagre, est nommé d'après l'adjectif « noir » (melas) et le nom arménien Aram provient de la racine « rē-mo » (« saleté, suie »).
L'historien romain Tacite (Ier siècle apr. J.-C.) mentionne également les Hari germaniques (dont le nom pourrait dériver de kóryos) comme des « sauvages » portant des boucliers noirs, se teignant le corps et choisissant des nuits sombres pour combattre,. Kershaw a proposé que les Hari soient les kóryos de la tribu lugienne voisine.

## Manifestations

### Krasnosamarskoe
À Krasnosamarskoe (steppes de la Volga) ont été trouvés 51 chiens et 7 loups sacrifiés et consommés dans ce qui aurait pu être un rite de passage de la saison hivernale vers un statut représenté métaphoriquement par les animaux. Le site est associé à la culture Sroubna (1900-1700 av. J.-C.), généralement considérée comme proto-iranienne et peut-être composée de locuteurs iraniens archaïques.
Krasnosamarskoe semble être un lieu où les gens de toute la région venaient périodiquement s'engager dans des rituels d'initiation transgressifs menés en hiver et nécessitant le sacrifice de chiens et de loups. Selon Anthony et Brown, « c'était un lieu d'inversion, comme l'est le fait de manger des loups, animal symbolique de l'anti-culture ». Un meurtrier « est devenu comme un loup » dans la loi hittite. Le terme « loup » est utilisé pour désigner les brigands et les hors-la-loi dans de nombreuses autres langues indo-européennes. Les chiens trouvés sur le site semblent avoir été bien traités au cours de leur vie, il s'agissait probablement d'animaux de compagnie.
Le rituel est centré sur le sacrifice de chiens dans une région et une période où les chiens ne sont normalement pas mangés. Les bovins et les moutons sont en effet consommés tout au long de l'année sur le site, tandis que les chiens sont tués presque exclusivement en hiver dans une inversion régulière des habitudes alimentaires normales.

### Tradition indienne
Dans la tradition védique, les jeunes garçons commencent l'initiation à l'âge de 8 ans, en étudiant la poésie héroïque des ancêtres du passé et en pratiquant leurs techniques de chasse et de combat. À 16 ans, ils sont initiés dans une bande de guerriers lors du rituel du solstice d'hiver (l'Ekāstakā), au cours duquel les garçons rentrent dans un état d'extase puis meurent rituellement pour renaître en tant que chiens de guerre. Leur chef est ensuite désigné au jeu de dés. Puis les jeunes initiés sont lâchés dans la nature pendant quatre ans pour vivre comme des chiens, volant des animaux, des femmes, des biens et des territoires jusqu'à ce que le solstice d'été mette fin à la saison des raids. Les jeunes guerriers retournent ensuite à leur résidence forestière où ils organisent le rituel de Vratyastoma pour remercier les dieux de leurs succès. À la fin de cette initiation de quatre ans, un dernier sacrifice de Vratyastoma est effectué pour transformer le chien-guerrier en un homme adulte responsable, puis les hommes nouvellement initiés détruisent leurs vieux vêtements pour redevenir humains, prêts à retourner à leur famille et à vivre selon les règles de leur communauté d'accueil.
Les Vrātyas (« prêtres-chiens ») sont connus pour avoir célébré la cérémonie d'Ekāstakā au solstice d'hiver, quand Indra, le dieu de la guerre, nait avec sa bande de Maruts. Le terme « Vrāta » est utilisé notamment dans le Rigveda pour désigner les Maruts,.

### Tradition iranienne
Les Scythes ont probablement mené durant plusieurs années des expéditions militaires comme initiation obligatoire à la virilité, comme le suggèrent les raids historiques en Anatolie,.
Dans la tradition ossète, une initiation obligatoire à la virilité implique une expédition militaire appelée balc, d'une durée d'un an. Des groupes se forment lors de la fête saisonnière (Styr Tūtyr) dédiée à Wastyrgi, la divinité des loups et des guerriers, en Varkazana, le « mois des hommes-loups » (en octobre-novembre).

### Tradition grecque

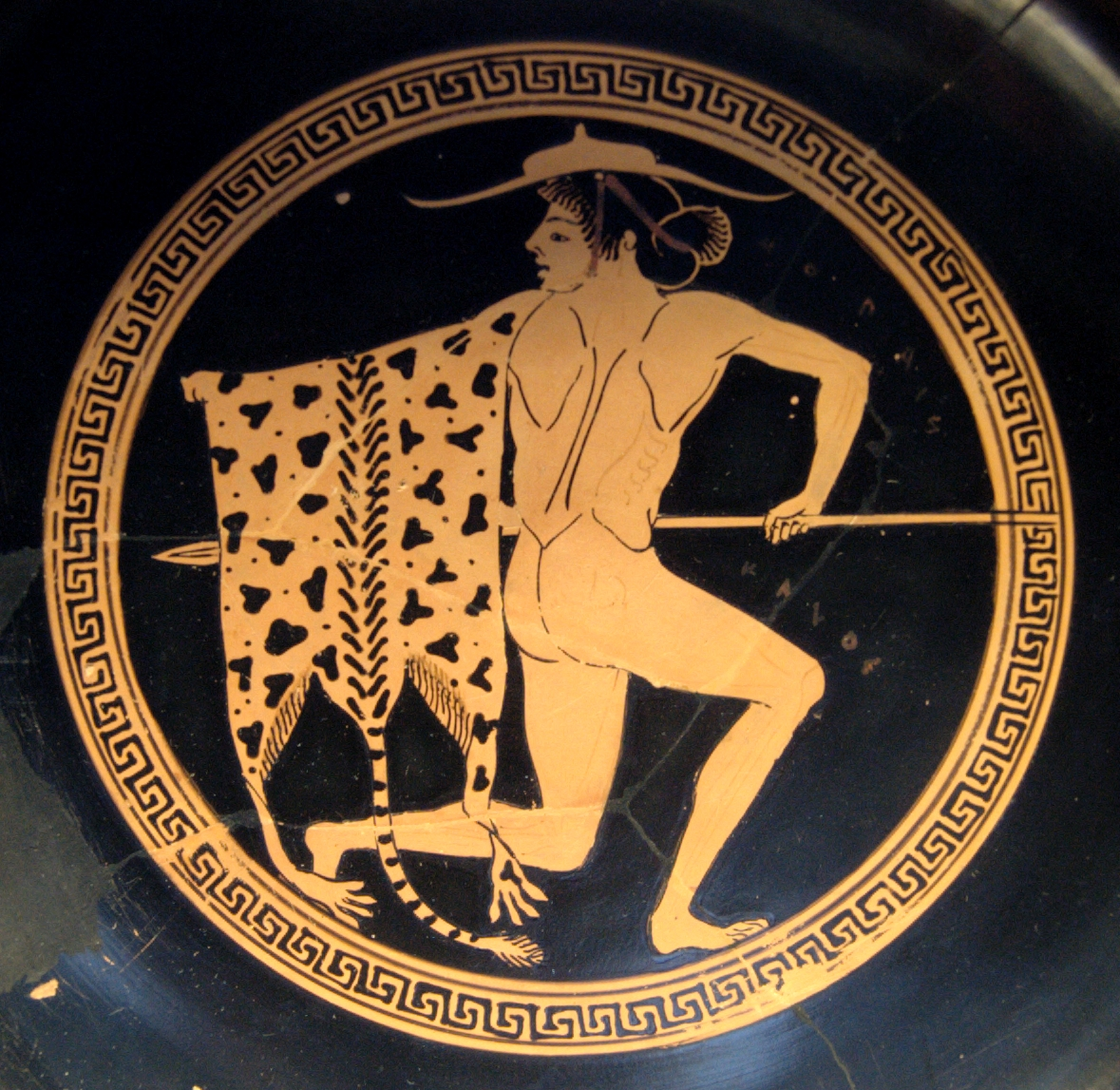
Jeune homme avec une lance, un pétase et une peau de léopard sur un bras. Coupe d'Onésimos, Staatliche Antikensammlungen de Munich.

Dans la Grèce antique, les bandes de guerre traditionnelles perdent certains des attributs de frénésie qui caractérisent les métamorphes dans d'autres cultures indo-européennes, mais elles conserve toujours l'apparence terrifiante et les tactiques de guerre sournoises des kóryos d'origine.
De 17 à 20 ans, les éphèbes athéniens doivent vivre pendant 2 ans dans l'éphébée (ἐφηβεία),. Relégués aux marges de la société, ils reçoivent un statut marginal sans une pleine citoyenneté. Ils doivent garder la frontière de leur communauté pendant les périodes de paix, en général comme gardiens des champs, des forêts et des vergers. En temps de guerre, ils mènent des embuscades et des escarmouches. Les éphèbes portent des tuniques noires et sont sommairement armés ,. La chasse traditionnelle est une partie essentielle de leur formation, elle est menée de nuit avec l'utilisation de collets et de pièges. Dans le cas de la cryptie spartiate, il s'agit même d'une chasse à l'homme.
La cryptie spartiate est composée de jeunes hommes appelés « agelai » (troupeaux) et est dirigée par un « boagos » (chef de bétail). Des formations similaires, les « irenas » (ἰρένας), sont chargés de surveiller les Hilotes et d'aider le jeune crypte,. La colonie grecque de Tarente aurait été fondée par un groupe de parthéniens spartiates de 20 ans qui se sont vu refuser la citoyenneté afin de les encourager à quitter leur ville natale et à fonder une nouvelle colonie. Hérodote mentionne le mythe d'Aristodème, qui a combattu courageusement mais s'est vu refuser la reconnaissance de meilleur combattant par les Spartiates parce qu'il est devenu « fou » (lyssônta) et a abandonné sa formation, ce qui suggère que les Grecs anciens pensent que les guerriers fous n'ont pas leur place dans la formation de la phalange.

### Tradition germanique

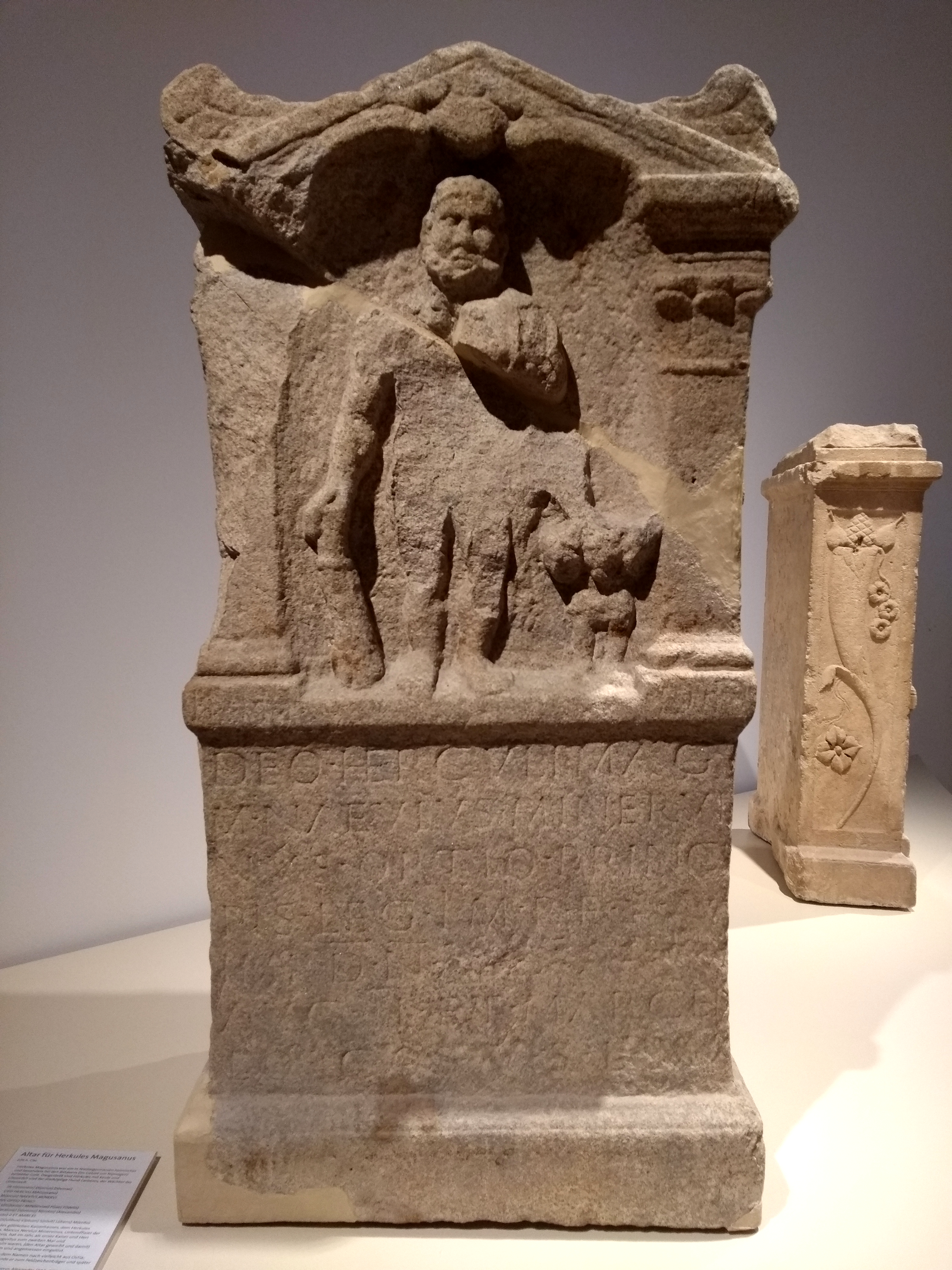
Autel du héros romano-germanique Hercule Magusanus, considéré comme le patron des kóryos bataves (226 ap. J.-C.)

Au cours des premiers siècles de l'ère commune, les sociétés tribales celto-germaniques de Gaule belgique et de Germanie inférieure comprennent probablement des formations de jeunes hommes qui représentent une force politique importante au sein de leurs communautés d'accueil en raison de leur nature militaire. Chez les Bataves, le dieu romano-germanique Hercule Magusanus est vraisemblablement considéré comme le patron et le protecteur du « Batavorum iuventus », sorte d'organisation paramilitaire préparant les jeunes hommes à la vie de soldat.
Chez les Vikings, des groupes de jeunes hommes sont commandés par un adulte durant une campagne de trois ans à l'étranger. Le groupe social constitué par les hommes adultes (les « anciens jeunes ») ne rejoint la formation qu'au moment de l'installation sur les terres conquises. En effet, à l'âge des vikings, les raids durent deux siècles avant qu'une colonisation définitive ne se produise dans des régions comme la Grande-Bretagne, la France ou la Russie d'aujourd'hui.
Dans la saga Völsunga islandaise du XIIIe siècle, Sigmund entraîne son fils  à s'endurcir en vue de conflits ultérieurs en s'introduisant avec lui dans la forêt vêtu de peaux de loup, en volant et en tuant. Dans une scène qui peut être comparée à la tradition védique et au site archéologique de Krasnosamarskoe, ils retirent leurs peaux de loup et les brûlent à la fin de l'initiation, car ils sont prêts à retourner dans la communauté d'accueil et à mener une vie contrainte par les tabous sociaux.

### Tradition italique
Le ver sacrum italique implique le départ de toute une tranche d'âge pour fonder une « colonie ». En particulier, l'histoire des Mamertins et le « ver sacrum » romain consacré en 217 par les Quindecemviri sacris faciundis déclarent explicitement que les membres participants sont des jeunes.

### Tradition celtique
Dans le cycle fenian irlandais, les fianna sont représentés comme des troupes de guerriers recrutés parmi les jeunes pour veiller sur l'Irlande en tant qu'armée-policière dirigée par le mythique chasseur-guerrier Finn. Ils doivent vivre à l'extérieur dans les bois et les collines d'Irlande de mai à octobre, se nourrissant uniquement de la chasse. De novembre à avril, les fianna regagnent leurs fermes familiales dispersées sur l'île. Les Gésates sont un groupe de guerriers mercenaires gaulois dont on dit qu'ils se battent nus, ils sont mentionnés à la fin du IIIe siècle av. J.-C.

### Tradition arménienne
Les manuks (« jeunes guerriers ») sont mentionnés dans l'histoire de Hayk, le légendaire fondateur de l'Arménie. Son descendant, Aram, interprété comme la « deuxième image de Hayk », dirige une armée de 50 000 norati (« jeunes ») qui étendent les frontières du territoire de toute part pour créer une nouvelle Arménie supérieure. Contrairement à Hayk, qui combat son adversaire sur le territoire de l'Arménie, Aram fait la guerre dans les régions frontalières et au-delà des frontières de l'Arménie. Selon Armen Petrosyan, cela suggère que l'on peut interpréter les comportements des jeunes guerriers d'Aram comme des kóryos, tandis que les soldats de Hayk peuvent être la représentation d'hommes adultes en armes.

## Voir également
- Berserk
- Cryptie
- Éphèbe
- Lycanthrope
- Männerbund
- Maruts
- Rite de passage
- Ver Sacrum